# Carl Weyprecht
Carl Weyprecht (8. září 1838, Darmstadt – 29. března 1881, Michelstadt) byl německý badatel a geofyzik v rakousko-uherských službách.
Narodil se v Hesensku. V roce 1856 vstoupil do rakouského válečného námořnictva, ve kterém dosáhl hodnosti poručíka řadové lodi 1. třídy. Vyznamenal se zejména v letech 1859 a 1866, kdy Rakousko válčilo s Itálií. Za projevenou statečnost mu byl udělen řád železné koruny 3. třídy. S Juliem Payerem se zúčastnil rakousko-uherské expedice na Špicberky v roce 1871. Rovněž spolu s Payerem vedl v letech 1872–1874 expedici k severnímu pólu, jejímž hlavním cílem bylo nalezení tzv. severovýchodní cesty do Asie. Kvůli mořskému ledu musela být expedice předčasně ukončena. Přesto nebyla zbytečná, neboť objevila dosud neznámé souostroví, které nazvala na počest tehdejšího císaře Zemí Františka Josefa. V září 1874 mu byl za vědecké zásluhy udělen Leopoldův řád.
V roce 1875 předložil Weyprecht návrh na systematické zkoumání polárních oblastí v rámci mezinárodní spolupráce. První taková spolupráce se uskutečnila v letech 1882–1883. Od roku 1879 pracoval Weyprecht v Meteorologickém ústavu ve Vídni.